# Chris Camozzi
Christopher Allen Camozzi, född 20 november 1986 i Alameda, är en amerikansk MMA-utövare som 2010–2014 och 2015-2017 tävlade i organisationen Ultimate Fighting Championship.